# San Juan de Dios, Nuevo León
San Juan de Dios är en ort i Mexiko.   Den ligger i kommunen Galeana och delstaten Nuevo León, i den centrala delen av landet, 600 km norr om huvudstaden Mexico City. San Juan de Dios ligger 1 930 meter över havet och antalet invånare är 115.
Terrängen runt San Juan de Dios är platt åt sydväst, men åt nordost är den kuperad. Runt San Juan de Dios är det mycket glesbefolkat, med 5 invånare per kvadratkilometer. Närmaste större samhälle är La Esperanza, 18,4 km nordost om San Juan de Dios. Omgivningarna runt San Juan de Dios är i huvudsak ett öppet busklandskap.